# اوتانی یوشیهارو
اوتانی یوشیهارو (به ژاپنی: 大谷吉治)؛ (تولد نامشخص –مرگ ۱۶۱۵) یک سامورایی اهل ژاپن و پسر اوتانی یوشیتسوگو بود.